# 이재붕
이재붕(李載鵬, 1834년 ∼ 1874년)은 조선시대의 무신으로 덕흥대원군의 12대손이며, 노론 삼장신(三將臣) 충정공 이홍술의 6대손이고, 증 가선대부(嘉善大夫) 이조참판(吏曺參判) 이정식(李鼎植)의 손자이며, 삼도수군통제사 및 형조판서를 지낸 이재봉(李載鳳)의 친동생이다.

## 생애
조선후기의 무신으로 본관은 전주, 휘는 재붕(載鵬), 초명은 붕주(鵬周), 자는 대거(大擧)이다. 덕흥대원군의 12대손이며, 노론 삼장신(三將臣) 충정공 이홍술의 6대손이고, 증 가선대부(嘉善大夫) 이조참판(吏曺參判) 이정식(李鼎植)의 손자이며, 삼도수군통제사 및 형조판서를 지낸 이재봉(李載鳳)의 친동생이다. 아버지는 병마절도사(兵馬節度使) 이습(李熠)이고, 어머니는 부사(府使) 달성인(達城人) 서양보(徐良輔)의 딸로 정부인 서씨(貞夫人 徐氏)이다.
부인은 군수 연일인(延日人) 정운두(鄭雲斗)의 딸로 정부인 연일정씨(貞夫人 延日鄭氏)이다.
병사 습의 3남으로 1834년(순조 34) 5월 10일 탄생하여 정사(丁巳)년 정시 무과(庭試武科)에 급제(及第)하여 정사(丁巳)년 선전관(宣傳官)에 초직되었다.
1859년 진도군수(珍島郡守)를 역임하고, 1864년(고종 1) 승지(承旨)에 낙점(落點)되고, 이해 9월 6일 내금위장으로 제수되고, 이해 9월 14일 고종(高宗)이 관물헌에서 소대할 때 참찬관으로《소학》을 진강하였다.
1865년(고종 2) 다시 승지(承旨)에 낙점(落點)되었다. 1866년(고종 3) 고종이 중희당에서 소대할 때 동지사 강노(姜㳣) 등과 입시하여 참찬관으로 《소학》을 진강하였고, 이해 12월 9일 공충도수군절도사(公忠道水軍節道事)에 제수되었으나 이해 12월 11일 평소 앓던 담벽증으로 정장하여 체직을 청하여 부임하지 못하였고, 이해 12월 20일 다시 선전관에 제수되었으나 1867년(고종 4) 신병으로 정장하여 체직을 청하였다. 이해 1월 24일 훈련원 도정에 제수되었다.
1868년(고종 5) 특명으로 이름을 재붕(載鵬)으로 개명하고, 이해 12월 12일 신병으로 훈련원 별장에서 면직하였다.
1869년(고종 6) 다시 승지에 제수되었다. 1870년(고종 7) 윤10월 18일 병조참의에 제수되고, 부호군을 역임하였다.
1871년(고종 8) 종친부에서 대종회(大宗會)를 거행할 때 사연(司宴)에 더 차임 할 것을 청하였고, 이해 3월 16일 조사오위장(曹司五衛將)에 제수되었다. 이해 3월 20일 대종회 거행할 때 사연(司宴)으로 참여한 공로로 내하 녹비(內下鹿皮) 1령을 사급받았고, 이해 4월 30일 좌부승지에 되었다. 이해 5월 1일 도승지 이건필(李建弼)이 오늘 사진(仕進)하지 않았다고 패초할 것을 청하였으나 이날 좌부승지로 고종이 근정전(勤政殿) 월대(月臺)에 나아가 경모궁 하향 대제(夏享大祭)에 쓸 향축(香祝)을 친히 전할 때 행례에 참여하였다.
1872년(고종 9) 분병조참의(分兵曹參議)에 제수되고, 이해 4월 10일 감하(減下)되었다가 이해 5월 4일 다시 분병조참의(分兵曹參議)에 단부되었다. 이해 5월 15일 다시 감하되었다.
1873년(고종 10) 윤6월 7일 대종회 거행할 때 사연(司宴)에 임명되고, 이해 7월 4일 경상좌도 병마절도사(慶尙左道兵馬節度使)에 제수되었으나 이해 7월 10일 어버이의 병이 중하여 기일 내에 곁을 떠나 직임을 살피기 어렵다고 정장하여 체직을 청하였다. 이해 12월 19일 분병조참지(分兵曹參知)에 단부하였다가 다시 분병조참의(分兵曹參議)에 제수하였다.
수사(水使), 병마절도사(兵馬節度使)를 지내고, 1874년(고종 11) 5월 5일 향년 41세로 별세하여 포천 향적산 자좌(子坐)로 예장하였다.

## 가족관계
- 조부 : 이정식(李鼎植, 1777년 - 1821년)
- 아버지 : 이습(李熠, 1799년 - 1860년)
- 어머니 : 정부인 서씨(貞夫人 徐氏), 부사(府使) 달성인(達城人) 서양보(徐良輔)의 딸.
  - 형 : 이재봉(李載鳳, 1820년 - 1885년), 삼도수군통제사 등 역임.
  - 형 : 이응주(李鷹周, 1823년 - 1857년), 부사 등 역임.
  - 녀 : 진주인(晋州人) 유원로(柳元魯)에게 출가.
  - 녀 : 평산인(平山人) 신학희(申鶴熙)에게 출가.
- 부인 : 정부인 연일정씨(貞夫人 延日鄭氏, 1834년-?년), 군수 연일인(延日人) 정운두(鄭雲斗)의 딸.